# Superliga Brasileira de Voleibol Feminino de 2009–10
A Superliga Feminina de Vôlei 2009/2010 foi um torneio realizado entre 10 de Dezembro de 2009 e 19 de abril de 2010 por treze equipes representando cinco estados.

## Participantes
Brusque/Pomerode, Brusque e Pomerode/SC

 Macaé, Macaé/RJ

 Mackenzie, Belo Horizonte/MG

 Minas, Belo Horizonte/MG

 Osasco, Osasco/SP

 Pinheiros, São Paulo/SP

 Praia Clube, Uberlândia/MG

 Rio de Janeiro, Rio de Janeiro/RJ

 São Bernardo, São Bernardo do Campo/SP

 São Caetano, São Caetano do Sul/SP

 São José, São José/SC

 Sport, Recife/PE

 Vôlei Futuro, Araçatuba/SP

## Regulamento

### Fórmula de Disputa
A Superliga Feminina de Vôlei será disputada por 13 equipes em duas fases:
- Fase Classificatória: As 13 equipes disputarão partidas em um sistema de turno e returno,em que enfrentarão todos os adversários em seu mando de quadra e fora dele.
- Playoffs: As oito equipes jogarão num sistema mata-mata e a vencedora desses será declarada Campeã da Superliga Feminina de Vôlei 2009-10. É dividida em 3 partes:
  - Quartas de Final: Haverá um cruzamento entre as 8 equipes com os melhores índices técnicos, seguindo a lógica: 1ª x 8ª (A); 2ª x 7ª(B); 3ª x 6ª(C) e 4ª x 5ª(D). Estas, jogaram partidas em melhor de 3 (jogos), sendo um mando de campo para cada e o jogo de desempate, se houver, no ginásio da equipe com o melhor índice técnico da Fase Classificatória.
  - Semifinais: Será disputada pelas equipes que passaram das quartas de final, seguindo a lógica: Vencedora do jogo A x Vencedora do jogo D; Vencedora do jogo B x Vencedora do jogo C.  Estas, jogaram partidas em melhor de 3 (jogos), sendo um mando de campo para cada e o jogo de desempate, se houver, no ginásio da equipe com o melhor índice técnico da Fase Classificatória.
  - Final: Será disputada entre as duas equipes vencedoras das Semifinais, em apenas uma partida,em São Paulo. A equipe vencedora será declarada campeã da competição.

### Critérios de Desempate
1º: Sets Average

2º: Pontos Average

3º: Confronto Direto (Se o empate foi entre duas equipes)

4º: Sorteio

### Pontuação
Vitória: 2 pontos

Derrota: 1 ponto

Não Comparecimento: 0 pontos

## Classificação
| Superliga Feminina de Vôlei 2009-10                                                         | Superliga Feminina de Vôlei 2009-10 | Superliga Feminina de Vôlei 2009-10 | Superliga Feminina de Vôlei 2009-10 | Superliga Feminina de Vôlei 2009-10 | Superliga Feminina de Vôlei 2009-10 | Superliga Feminina de Vôlei 2009-10 | Superliga Feminina de Vôlei 2009-10 | Superliga Feminina de Vôlei 2009-10 | Superliga Feminina de Vôlei 2009-10 | Superliga Feminina de Vôlei 2009-10 | Superliga Feminina de Vôlei 2009-10 | Superliga Feminina de Vôlei 2009-10 | Superliga Feminina de Vôlei 2009-10 |
| Time                                                                                        | Time                                | Time                                | Jogos                               | Jogos                               | Jogos                               | Jogos                               | Sets                                | Sets                                | Sets                                | Pontos                              | Pontos                              | Pontos                              |                                     |
| Time                                                                                        | Time                                | Time                                | P                                   | T                                   | V                                   | D                                   | V                                   | D                                   | R                                   | V                                   | D                                   | R                                   |                                     |
| ------------------------------------------------------------------------------------------- | ----------------------------------- | ----------------------------------- | ----------------------------------- | ----------------------------------- | ----------------------------------- | ----------------------------------- | ----------------------------------- | ----------------------------------- | ----------------------------------- | ----------------------------------- | ----------------------------------- | ----------------------------------- | ----------------------------------- |
| 1                                                                                           | Unilever                            | UNI                                 | 44                                  | 24                                  | 20                                  | 4                                   | 66                                  | 16                                  | 4,125                               | 1965                                | 1559                                | 1,260                               |                                     |
| 2                                                                                           | Sollys/Osasco                       | SOL                                 | 44                                  | 24                                  | 20                                  | 4                                   | 64                                  | 20                                  | 3,200                               | 2018                                | 1658                                | 1,217                               |                                     |
| 3                                                                                           | Pinheiros/Mackenzie                 | PMK                                 | 43                                  | 24                                  | 19                                  | 5                                   | 62                                  | 28                                  | 2,214                               | 2062                                | 1847                                | 1,116                               |                                     |
| 4                                                                                           | São Caetano/Blausiegel              | SCB                                 | 41                                  | 24                                  | 17                                  | 7                                   | 57                                  | 32                                  | 1,781                               | 2078                                | 1854                                | 1,121                               |                                     |
| 5                                                                                           | Usiminas/Minas                      | MTC                                 | 41                                  | 24                                  | 17                                  | 7                                   | 57                                  | 33                                  | 1,727                               | 2041                                | 1836                                | 1,112                               |                                     |
| 6                                                                                           | Vôlei Futuro                        | VFO                                 | 37                                  | 24                                  | 13                                  | 11                                  | 48                                  | 42                                  | 1,143                               | 2010                                | 1987                                | 1,012                               |                                     |
| 7                                                                                           | Praia Clube/Banana Boat             | PRA                                 | 36                                  | 24                                  | 12                                  | 12                                  | 46                                  | 43                                  | 1,070                               | 1993                                | 1904                                | 1,047                               |                                     |
| 8                                                                                           | Brusque/Pomerode                    | ADB                                 | 35                                  | 24                                  | 11                                  | 13                                  | 47                                  | 47                                  | 1,000                               | 2063                                | 2067                                | 0,998                               |                                     |
| 9                                                                                           | Sport/Banco BMG                     | SCR                                 | 32                                  | 24                                  | 8                                   | 16                                  | 29                                  | 58                                  | 0,500                               | 1787                                | 2016                                | 0,886                               |                                     |
| 10                                                                                          | São Bernardo                        | SBC                                 | 31                                  | 24                                  | 7                                   | 17                                  | 29                                  | 55                                  | 0,527                               | 1703                                | 1930                                | 0,882                               |                                     |
| 11                                                                                          | Mackenzie/Newton Paiva              | MEC                                 | 28                                  | 24                                  | 4                                   | 20                                  | 26                                  | 60                                  | 0,433                               | 1762                                | 1980                                | 0,890                               |                                     |
| 12                                                                                          | Macaé Sports                        | MAC                                 | 28                                  | 24                                  | 4                                   | 20                                  | 18                                  | 64                                  | 0,281                               | 1535                                | 1953                                | 0,786                               |                                     |
| 13                                                                                          | Pauta/São José                      | PSJ                                 | 28                                  | 24                                  | 4                                   | 20                                  | 14                                  | 65                                  | 0,215                               | 1497                                | 1923                                | 0,778                               |                                     |
| P – Pontuação; T – Total de jogos disputados; V - Vitórias; D - Derrotas; R - Razão (V / D) |                                     |                                     |                                     |                                     |                                     |                                     |                                     |                                     |                                     |                                     |                                     |                                     |                                     |

|  |                                                     |
|  | Zona de classificação às Quartas de Final           |
|  | Rebaixado (Não disputará o torneio no ano seguinte) |

## Playoffs

### Quartas de Final
1ª Rodada
| 26 de março | Brusque Pomerode | 0 - 3                         | Rio de Janeiro | Rolf Knaesel, Pomerode |
| 26 de março | 17 20 21 -       | Set 1 Set 2 Set 3 Set 4 Set 5 | 25 -           | Rolf Knaesel, Pomerode |

| 26 de março | São Caetano | 3 - 1                         | Minas         | Lauro Gomes, São Caetano do Sul |
| 26 de março | 20 25 -     | Set 1 Set 2 Set 3 Set 4 Set 5 | 25 18 16 19 - | Lauro Gomes, São Caetano do Sul |

| 26 de março | Pinheiros | 3 - 0                         | Vôlei Futuro | Henrique Villaboin, São Paulo |
| 26 de março | 25 -      | Set 1 Set 2 Set 3 Set 4 Set 5 | 22 20 23 -   | Henrique Villaboin, São Paulo |

| 27 de março | Osasco  | 3 - 1                         | Praia Clube   | José Liberatti, Osasco |
| 27 de março | 21 25 - | Set 1 Set 2 Set 3 Set 4 Set 5 | 25 17 18 21 - | José Liberatti, Osasco |

2ª Rodada
| 28 de março | Vôlei Futuro | 3 - 1                         | Pinheiros     | Plácido Rocha, Araçatuba |
| 28 de março | 20 26 25 -   | Set 1 Set 2 Set 3 Set 4 Set 5 | 25 24 16 22 - | Plácido Rocha, Araçatuba |

| 29 de março | Minas      | 0 - 3                         | São Caetano | Arena Vivo, Belo Horizonte |
| 29 de março | 14 23 18 - | Set 1 Set 2 Set 3 Set 4 Set 5 | 25 -        | Arena Vivo, Belo Horizonte |

| 29 de março | Praia Clube   | 1 - 3                         | Osasco     | Praia Clube, Uberlândia |
| 29 de março | 11 19 25 14 - | Set 1 Set 2 Set 3 Set 4 Set 5 | 25 22 25 - | Praia Clube, Uberlândia |

| 29 de março | Rio de Janeiro | 3 - 1                         | Brusque Pomerode | Maracanãzinho, Rio de Janeiro |
| 29 de março | 28 25 27 -     | Set 1 Set 2 Set 3 Set 4 Set 5 | 30 16 17 25 -    | Maracanãzinho, Rio de Janeiro |

3ª Rodada
| 31 de março | Pinheiros | 3 - 0                         | Vôlei Futuro | Henrique Villaboin, São Paulo |
| 31 de março | 25 -      | Set 1 Set 2 Set 3 Set 4 Set 5 | 17 13 12 -   | Henrique Villaboin, São Paulo |

- Rio de Janeiro,  Osasco,  São Caetano e  Pinheiros passaram de fase

### Semi Finais
1ª Rodada
| 3 de abril | Osasco     | 3 - 1                         | Pinheiros     | José Liberatti, Osasco |
| 3 de abril | 25 21 25 - | Set 1 Set 2 Set 3 Set 4 Set 5 | 15 20 25 23 - | José Liberatti, Osasco |

| 3 de abril | São Caetano | 3 - 0                         | Rio de Janeiro | Henrique Villaboin, São Paulo |
| 3 de abril | 25 26 25 -  | Set 1 Set 2 Set 3 Set 4 Set 5 | 22 24 19 -     | Henrique Villaboin, São Paulo |

2ª Rodada
| 6 de abril | Pinheiros     | 1 - 3                         | Osasco     | Henrique Villaboin, São Paulo |
| 6 de abril | 19 20 25 15 - | Set 1 Set 2 Set 3 Set 4 Set 5 | 25 19 28 - | Henrique Villaboin, São Paulo |

| 8 de abril | Rio de Janeiro | 3 - 0                         | São Caetano | Tijuca Tênis Clube, Rio de Janeiro |
| 8 de abril | 25 -           | Set 1 Set 2 Set 3 Set 4 Set 5 | 22 21 15 -  | Tijuca Tênis Clube, Rio de Janeiro |

3ª Rodada
| 10 de abril | Rio de Janeiro | 3 - 2                         | São Caetano   | Tijuca Tênis Clube, Rio de Janeiro |
| 10 de abril | 25 20 25 15    | Set 1 Set 2 Set 3 Set 4 Set 5 | 15 25 14 27 8 | Tijuca Tênis Clube, Rio de Janeiro |

- Rio de Janeiro e  Osasco passaram de fase

### Terceiro Lugar
| 17 de abril | Pinheiros  | 0 - 3                         | São Caetano | Henrique Villaboin, São Paulo |
| 17 de abril | 18 21 19 - | Set 1 Set 2 Set 3 Set 4 Set 5 | 25 -        | Henrique Villaboin, São Paulo |

- São Caetano terceiro colocado da Superliga Feminina

### Final
| 18 de abril | Rio de Janeiro | 2 - 3                         | Osasco         | Ibirapuera, São Paulo |
| 18 de abril | 23 25 13 12    | Set 1 Set 2 Set 3 Set 4 Set 5 | 25 18 19 25 15 | Ibirapuera, São Paulo |

| Superliga Feminina 2009 - 2010 |
| ------------------------------ |
| OSASCO 4º título               |

## Prêmios individuais
| Melhor Jogadora da final | Jaqueline Carvalho | Sollys/Osasco          |
| Melhor Ataque            | Sheilla Castro     | Blausiegel/São Caetano |
| Melhor Bloqueio          | Fabiana Claudino   | Unilever               |
| Melhor Saque             | Sheilla Castro     | Blausiegel/São Caetano |
| Melhor Levantadora       | Hélia Pinto        | Blausiegel/São Caetano |
| Melhor Recepção          | Fabiana Oliveira   | Unilever               |
| Melhor Defesa            | Camilla Brait      | Sollys/Osasco          |

## Estatísticas por fundamento
Fase final
| Posição | Jogadora                    | Pontos |
| ------- | --------------------------- | ------ |
| 1       | Fernanda Rodrigues (PMK)    | 454    |
| 2       | Natália Pereira (SOL)       | 441    |
| 3       | Tandara Caixeta (ADB)       | 428    |
| 4       | Nancy Metcalf (MTC)         | 427    |
| 5       | Marianne Steinbrecher (SCB) | 416    |

| Posição | Jogadora                 | Aproveitamento (%) |
| ------- | ------------------------ | ------------------ |
| 1       | Fernanda Rodrigues (PMK) | 26,29              |
| 2       | Sheilla Castro (SCB)     | 25,70              |
| 3       | Jaqueline Carvalho (SOL) | 25,32              |
| 4       | Joyce Silva (UNI)        | 23,84              |
| 5       | Nancy Metcalf (MTC)      | 23,66              |

| Posição | Jogadora                 | Média de pontos por set |
| ------- | ------------------------ | ----------------------- |
| 1       | Fernanda Rodrigues (PMK) | 32,05                   |
| 2       | Aline Silva (SBC)        | 28,36                   |
| 3       | Adenízia da Silva (SOL)  | 27,95                   |
| 4       | Annerys Vargas (MTC)     | 27,48                   |
| 5       | Natasha Farinea (MTC)    | 26,33                   |

| Posição | Jogadora              | Média de pontos por set |
| ------- | --------------------- | ----------------------- |
| 1       | Gina Mambru (VFO)     | 11,48                   |
| 2       | Tandara Caixeta (ADB) | 8,99                    |
| 3       | Sheilla Castro (SCB)  | 8,55                    |
| 4       | Verônica Brito (ADB)  | 8,09                    |
| 5       | Thaísa Menezes (SOL)  | 7,98                    |

| Posição | Jogadora              | Média de defesas por set |
| ------- | --------------------- | ------------------------ |
| 1       | Tandara Caixeta (ADB) | 68,97                    |
| 2       | Natália Pereira (SOL) | 53,06                    |
| 3       | Danielle Lins (UNI)   | 49,40                    |
| 4       | Mariana Costa (SCB)   | 48,75                    |
| 5       | Welissa Gonzaga (SOL) | 47,95                    |

| Posição | Jogadora                   | Levantamentos por set |
| ------- | -------------------------- | --------------------- |
| 1       | Carolina Albuquerque (SOL) | 25,70                 |
| 2       | Fabíola Souza (PMK)        | 25,34                 |
| 3       | Hélia Pinto (SCB)          | 21,39                 |
| 4       | Ananda (PRA)               | 20,15                 |
| 5       | Ana Cristina (VFO)         | 17,92                 |

| \| Posição \| Jogadora \| Aproveitamento (%) \| \| ------- \| ------------------------ \| ------------------ \| \| 1 \| Welissa Gonzaga (SOL) \| 55,74 \| \| 2 \| Sara Caixeta (PRA) \| 51,67 \| \| 3 \| Suelle Oliveira (ADB) \| 47,06 \| \| 4 \| Juliana Costa (PMK) \| 45,70 \| \| 5 \| Fernanda Rodrigues (PMK) \| 44,60 \| Fonte: CBV.com.br |                          |                    |
| Posição | Jogadora                 | Aproveitamento (%) |
| 1 | Welissa Gonzaga (SOL)    | 55,74              |
| 2 | Sara Caixeta (PRA)       | 51,67              |
| 3 | Suelle Oliveira (ADB)    | 47,06              |
| 4 | Juliana Costa (PMK)      | 45,70              |
| 5 | Fernanda Rodrigues (PMK) | 44,60              |